# Moscato di San Marino
Il moscato di San Marino è un vino la cui produzione è consentita nella repubblica di San Marino. È prodotto con uve moscato che non devono essere sotto l'85%.

## Caratteristiche organolettiche
- colore: paglierino scarico
- odore: fine, aromatico, persistente, fruttato
- sapore: dolce con leggere note sapide

## Abbinamenti consigliati
È consigliato l'abbinamento con dessert e pasticceria secca.